# Biotopo Tartscher Bühel - Biotop Tartscher Bühel
Biotopo Tartscher Bühel - Biotop Tartscher Bühel este o arie protejată (sit de importanță comunitară — SCI) din Italia întinsă pe o suprafață de 22 ha, integral pe uscat.

## Localizare
Centrul sitului Biotopo Tartscher Bühel - Biotop Tartscher Bühel este situat la coordonatele 46°40′43″N 10°33′33″E / 46.6786°N 10.5591°E.

## Înființare
Situl Biotopo Tartscher Bühel - Biotop Tartscher Bühel a fost declarat sit de importanță comunitară în decembrie 2017 pentru a proteja 3 specii de animale.

## Biodiversitate
Situată în ecoregiunea alpină, aria protejată conține 2 habitate naturale: Pajiști stepice subpanonice, Roci stâncoase cu vegetație pionieră de Sedo-Scleranthion sau Sedo albi-Veronicion dillenii.
La baza desemnării sitului se află mai multe specii protejate de  mamifere (3): liliac cu urechi de șoarece (Myotis blythii), liliac comun (Myotis myotis), liliacul mare cu potcoavă (Rhinolophus ferrumequinum)
Pe lângă speciile protejate, pe teritoriul sitului au mai fost identificate 8 specii de plante, 1 specie de păsări, 7 specii de mamifere, 1 specie de nevertebrate, 2 specii de reptile.